# Aulacoserica guineensis
Aulacoserica guineensis är en skalbaggsart som beskrevs av Frey 1968. Aulacoserica guineensis ingår i släktet Aulacoserica och familjen Melolonthidae. Inga underarter finns listade.